# Tour de France 1988
| 75. Tour de France 1988 |                     |                          |
| Streckenlänge           | 22 Etappen, 3286 km | 22 Etappen, 3286 km      |
| Toursieger              | Pedro Delgado       | 84:27:53 h (38,892 km/h) |
| Zweiter                 | Steven Rooks        | + 7:13 min               |
| Dritter                 | Fabio Parra         | + 9:58 min               |
| Vierter                 | Steve Bauer         | + 12:15 min              |
| Fünfter                 | Eric Boyer          | + 14:04 min              |
| Sechster                | Luis Herrera        | + 14:36 min              |
| Siebenter               | Ronan Pensec        | + 16:52 min              |
| Achter                  | Álvaro Pino         | + 18:36 min              |
| Neunter                 | Peter Winnen        | + 19:12 min              |
| Zehnter                 | Denis Roux          | + 20:08 min              |
| Grünes Trikot           | Eddy Planckaert     | 278 P.                   |
| Zweiter                 | Davis Phinney       | 193 P.                   |
| Dritter                 | Sean Kelly          | 183 P.                   |
| Gepunktetes Trikot      | Steven Rooks        | 326 P.                   |
| Zweiter                 | Gert-Jan Theunisse  | 248 P.                   |
| Dritter                 | Pedro Delgado       | 223 P.                   |
| Weißes Trikot           | Erik Breukink       | 84:50:59 h               |
| Zweiter                 | Raúl Alcalá         | + 8:08 min               |
| Dritter                 | Janus Kuum          | + 15:47 min              |
| Teamwertung             | PDM                 | PDM                      |

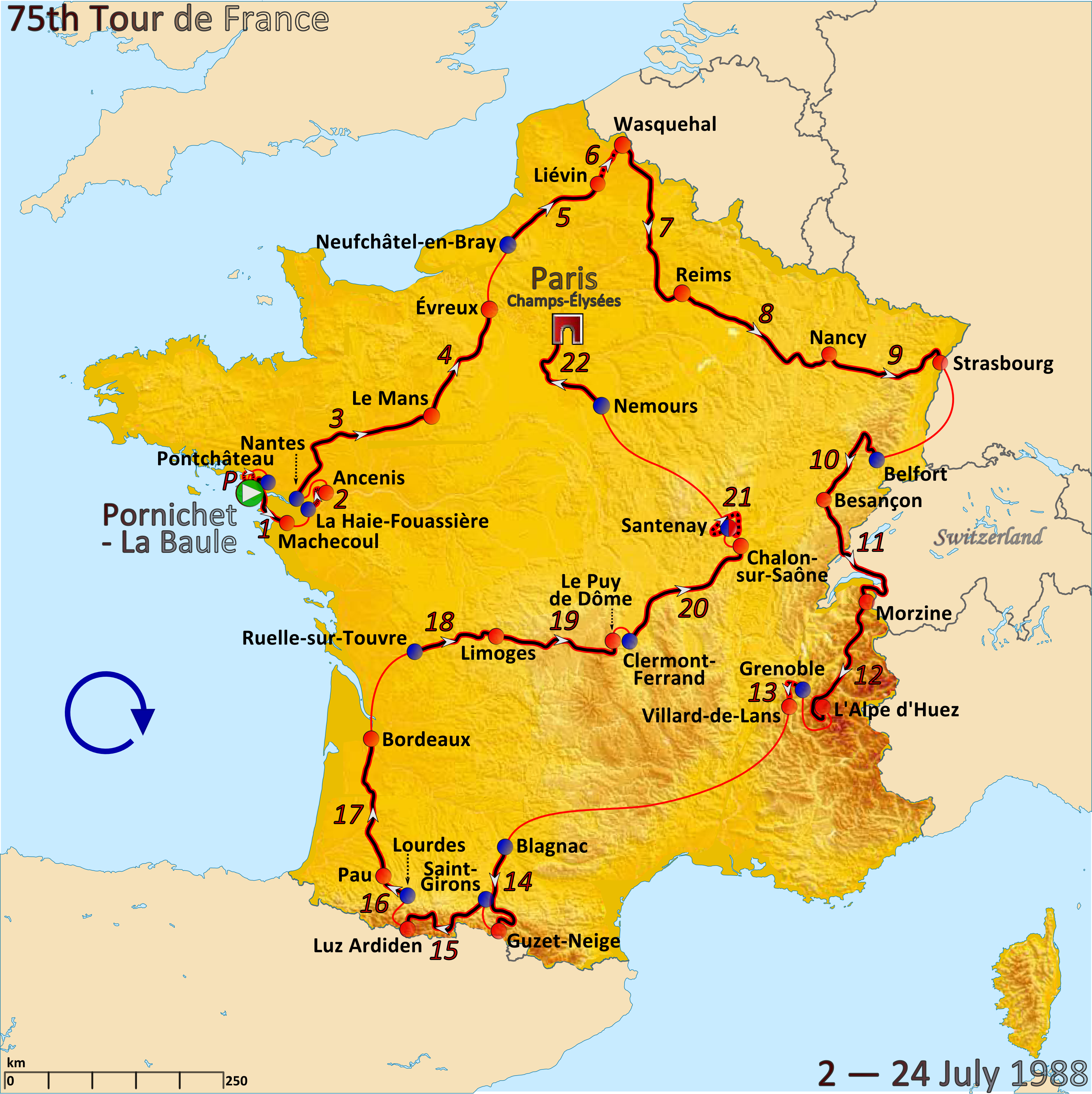
Streckenkarte der Tour de France 1988

Die 75. Tour de France fand vom 3. Juli bis 24. Juli 1988 statt. Sie führte in 22 Etappen über 3286 km und war damit eine der kürzesten Austragungen. Der Sieg des Spaniers Pedro Delgado wurde durch eine Dopingaffäre überschattet. Delgado war während der Tour positiv auf das Verschleierungsmittel Probenecid positiv getestet worden, wurde aber nicht bestraft, da die Substanz zum Zeitpunkt der Kontrolle zwar auf der Dopingliste des IOC, nicht aber auf der des Radsportweltverbands UCI stand. Ein anderer Fahrer, der Niederländer Gert-Jan Theunisse, wurde ebenfalls positiv getestet und im Klassement zurückgestuft. An dieser Austragung nahmen 198 Rennfahrer teil, von denen 151 klassifiziert wurden.

## Rennverlauf
Das Rennen selbst gewinnt Delgado klar vor dem Holländer Steven Rooks, nachdem die Sieger der Vorjahre nicht hatten teilnehmen können: Stephen Roche musste wegen einer Verletzung absagen, Greg LeMond war nach seinem Jagdunfall noch nicht vollständig wiederhergestellt.
Den Prolog gewann Guido Bontempi. Das Rennen wurde auf der 1. Etappe durch streikende Werftarbeiter für etwa eine Viertelstunde blockiert und wurde danach neu gestartet. Nach dem Einzelzeitfahren nach Wasquehal hatte der kolumbianische Bergspezialist Luis Herrera nur wenig Zeit verloren und hatte zu diesem Zeitpunkt gute Chancen auf einen Sieg. Die 8. Etappe gewann der Deutsche Rolf Gölz und erreichte damit seinen zweiten Etappensieg nach 1987. Nach dieser Etappe übernahm der Kanadier Steve Bauer das Gelbe Trikot und behielt es 4 Tage. Auf der Etappe nach L’Alpe d’Huez musste er es aber an Pedro Delgado abgeben, der es bis Paris nicht mehr abgab. Die Etappe selbst gewann Steven Rooks, der zusammen mit Delgado nach einer Schwäche von Herrera dem Feld entkommen konnte. Auf der 14. Etappe verschenkte der Franzose Philippe Bouvatier einen Sieg, indem er irrtümlich auf den Presseparkplatz fuhr, Robert Millar fuhr ihm hinterher. Der lachende Dritte war schließlich der Italiener Massimo Ghirotto, der die Etappe gewann.

## Die Etappen
| Etappen        | Tag      | Start – Ziel                        | km       | Etappensieger        | Gelbes Trikot   |
| -------------- | -------- | ----------------------------------- | -------- | -------------------- | --------------- |
| Prelude        | 4. Juli  | Pornichet – La Baule                | 1        | Guido Bontempi       | Guido Bontempi  |
| 1. Etappe      | 5. Juli  | Pontchâteau – Machecoul             | 91,5     | Steve Bauer          | Steve Bauer     |
| 2. Etappe      | 5. Juli  | La Haie-Fouassière – Ancenis        | 48 (MZF) | Panasonic            | Teun van Vliet  |
| 3. Etappe      | 6. Juli  | Nantes – Le Mans                    | 213,5    | Jean-Paul van Poppel | Teun van Vliet  |
| 4. Etappe      | 7. Juli  | Le Mans – Évreux                    | 158      | Acácio da Silva      | Teun van Vliet  |
| 5. Etappe      | 8. Juli  | Neufchâtel-en-Bray – Liévin         | 147,5    | Jelle Nijdam         | Henk Lubberding |
| 6. Etappe      | 9. Juli  | Liévin – Wasquehal                  | 52 (EZF) | Sean Yates           | Jelle Nijdam    |
| 7. Etappe      | 10. Juli | Wasquehal – Reims                   | 225,5    | Valerio Tebaldi      | Jelle Nijdam    |
| 8. Etappe      | 11. Juli | Reims – Nancy                       | 219      | Rolf Gölz            | Steve Bauer     |
| 9. Etappe      | 12. Juli | Nancy – Straßburg                   | 160,5    | Jérôme Simon         | Steve Bauer     |
| 10. Etappe     | 13. Juli | Belfort – Besançon                  | 149,5    | Jean-Paul van Poppel | Steve Bauer     |
| 11. Etappe     | 14. Juli | Besançon – Morzine                  | 232      | Fabio Parra          | Steve Bauer     |
| 12. Etappe     | 15. Juli | Morzine – L’Alpe d’Huez             | 227      | Steven Rooks         | Pedro Delgado   |
| 13. Etappe     | 16. Juli | Grenoble – Villard-de-Lans          | 38 (EZF) | Pedro Delgado        | Pedro Delgado   |
| Ruhetag        |          |                                     |          |                      |                 |
| 14. Etappe     | 18. Juli | Blagnac – Guzet-Neige               | 163      | Massimo Ghirotto     | Pedro Delgado   |
| 15. Etappe     | 19. Juli | Saint-Girons – Luz Ardiden          | 187,5    | Laudelino Cubino     | Pedro Delgado   |
| 16. Etappe (a) | 20. Juli | Tarbes – Pau                        | 38       | Adrie van der Poel   | Pedro Delgado   |
| 16. Etappe (b) | 20. Juli | Pau – Bordeaux                      | 210      | Jean-Paul van Poppel | Pedro Delgado   |
| 17. Etappe     | 21. Juli | Ruelle-sur-Touvre – Limoges         | 93,5     | Gianni Bugno         | Pedro Delgado   |
| 18. Etappe     | 22. Juli | Limoges – Puy de Dôme               | 188      | Johnny Weltz         | Pedro Delgado   |
| 19. Etappe     | 23. Juli | Clermont-Ferrand – Chalon-sur-Saône | 223,5    | Thierry Marie        | Pedro Delgado   |
| 20. Etappe     | 24. Juli | Santenay – Santenay                 | 46 (EZF) | Juan Martinez Oliver | Pedro Delgado   |
| 21. Etappe     | 24. Juli | Nemours – Paris                     | 172,5    | Jean-Paul van Poppel | Pedro Delgado   |